# Holungen
Holungen este o comună din landul Turingia, Germania.